# Spilosoma baibarensis
Spilosoma baibarensis är en fjärilsart som beskrevs av Matsumura 1930. Spilosoma baibarensis ingår i släktet Spilosoma och familjen björnspinnare. Inga underarter finns listade i Catalogue of Life.